# وودلند (کارولینای شمالی)
وودلند (به انگلیسی: Woodland) شهری در ایالت کارولینای شمالی کشور ایالات متحده آمریکا است که جمعیت آن در سرشماری سال ۲۰۱۰ میلادی، ۸۰۹ نفر بوده‌است.